# Јединствено подручје за плаћања у еврима
Јединствено подручје за плаћања у еврима (енгл. Single Euro Payments Area; SEPA) скраћено СЕПА је иницијатива Европске уније за интеграцију плаћања ради поједностављења банковних трансфера у еврима. До 2025. године СЕПА има 41 чланицу, које обухватају 27 држава чланица Европске уније, четири државе чланице Европске асоцијације за слободну трговину (Исланд, Лихтенштајн, Норвешка и Швајцарска) и Уједињено Краљевство. У техничким шемама учествују и неке микродржаве: Андора, Монако, Сан Марино и Ватикан. До 2025. године Албанија, Молдавија, Црна Гора и Северна Македонија, као четири државе које преговарају о приступању ЕУ, већ су биле укључене у СЕПА. Крајем маја 2025. године, иницијативи се придружила и Србија као 41. чланица.
СЕПА углавном обухвата уобичајене банковне трансфере. Начини плаћања који имају додатне опционе функције или услуге, као што су системи за плаћање путем мобилних телефона или паметних картица, нису директно обухваћени. Међутим, СЕПА шема за тренутна плаћања омогућава производе за плаћање и на паметним уређајима.

## Шеме
Различите функционалности које пружа СЕПА подељене су у одвојене шеме плаћања.

### СЕПА кредитни трансфер
СЕПА кредитни трансфер (SCT) омогућава пренос средстава са једног банковног рачуна на други. СЕПА правила за клиринг захтевају да уплате извршене пре крајњег рока радног дана буду пребачене на рачун примаоца до следећег радног дана. Ова шема је уведена у јануару 2008. године. У фебруару 2014. године заменила је националне шеме за кредитне трансфере и касније учинила обавезном употребу међународног броја банковног рачуна (IBAN) за трансфере.

### СЕПА тренутни кредитни трансфер
СЕПА тренутни кредитни трансфер (SCT Inst), познат и као СЕПА тренутно плаћање, омогућава тренутно пребацивање средстава примаоцу, са кашњењем мањим од десет секунди, а у изузетним околностима највише двадесет секунди. Ова шема је покренута у новембру 2017. године и тада је била доступна крајњим корисницима у осам земаља еврозоне. До 2024. године све банке нису нудиле тренутне трансфере својим клијентима; међутим, у марту 2024. године ЕУ је усвојила Регулативу о тренутним плаћањима, која захтева да све банке нуде тренутне трансфере од јануара 2025. године (пријем трансфера) и октобра 2025. године (слање трансфера).

### Директно задуживање
Функционалност директног задуживања обезбеђују две одвојене шеме. Основна шема, Core SDD, првенствено је намењена потрошачима и покренута је 2. новембра 2009. године. Банке које нуде СЕПА плаћања обавезне су да учествују у овој шеми. Друга шема, B2B SDD, намењена је пословним корисницима. Банке које нуде СЕПА плаћања нису обавезне да учествују у овој шеми (учешће је опционално). Међу разликама у односу на Core SDD:
- Захтева да мандат поднесу банци и поверилац и дужник.
- Не дозвољава дужнику да затражи повраћај средстава од своје банке након што је његов рачун задужен.